# El Pujol (Sant Julià de Vilatorta)
El Pujol és una obra del municipi de Sant Julià de Vilatorta (Osona) inclosa en l'Inventari del Patrimoni Arquitectònic de Catalunya.

## Descripció
Masia de planta quadrada (13 x 13 m), coberta a dues vessants i amb el carener perpendicular a la façana, situada a migdia. Consta de planta baixa i tres pisos. La façana presenta un gran portal dovellat i finestres rectangulars a la planta i al primer pis, fins on arriben carreus als angles. Al segon pis s'obre una galeria formada per tres arcs de mig punt damunt pilars i flanquejats per finestres, al tercer pis, sota el ràfec hi ha també una obertura d'arc de mig punt. Les obertures del primer pis són conopials. A ponent hi ha un cos adossat que junt amb el mur tanca el barri, també hi ha diverses obertures, cal remarcar un portal amb la llinda datada. A llevant hi ha diverses obertures, algunes de les quals també són conopials. A tramuntana es repeteix la mateixa distribució d'obertures que a la façana. L'estat de conservació és bo.

## Història
Masia registrada als fogatges de la parròquia i terme de Santa Maria de Vilalleons de l'any 1553. Aleshores habitava el mas un tal FRANCESC FONT ALIAS PUJOL. A més de les obertures goticitzants, que denoten una reforma o construcció de la masia per aquella època, l'estructura actual de la casa és fruit de les reformes produïdes durant aquest segle, com queda reflectit al portal de ponent: MAS PUJOL J. MASO R. Blanco any 1962.